# Zohar Strauss
Zohar Strauss, właśc. Zohar Zalman Strauss (hebr. זהר שטראוס, ur. 4 marca 1972 w Hajfie) – izraelski aktor, piosenkarz i model.

## Kariera
Ukończył prawo na University of Leicester w Wielkiej Brytanii. W 2001 został absolwentem Yoram Levinstein Studio w Tel Awiwe. Występował w teatrach w Herclijji, Tel Awiwe i Beer Szewie. W 2010 roku otrzymał Israel Theater Award za rolę Randle'a Patricka McMurphy'ego w spektaklu Lot nad kukułczym gniazdem. Strauss wystąpił w szeregu izraelskich i obcych produkcji filmowych i telewizyjnych, m.in.: Mroczne tajemnice (2006, reż. Yuval Shafferman), Oczy szeroko otwarte (2009, reż. Haim Tabakman), Liban (2009, reż. Samuel Maoz), Magicy (2014, reż. 	Guy Nattiv, Erez Tadmor), Ziarno prawdy (produkcja Netflix z 2015, reż. Borys Lankosz), Cukiernik (2017, reż. Ofir Raul Graizer), Maria Magdalena (2018, reż. Garth Davis).